# Pchjon Hjejong
Pchjon Hjejong (hangul 편혜영, anglickou transkripcí Pyun Hye-young; * 1972 Soul) je jihokorejská spisovatelka překládaná do řady jazyků.
Vystudovala tvůrčí psaní (bakalářka, Soulská akademie múzických umění) a korejskou literaturu (magistra, Hanjangská univerzita). Pracovala v kanceláři a kancelářské prostředí se často odráží v jejím díle.
Debutovala roku 2000. Začínala a známou se stala povídkami, od roku 2010 vydává i romány. Její díla se zaměřují na odcizení v moderním životě, apokalyptické rysy současného světa a jsou naplněna groteskními obrazy. K jejím oblíbeným autorům patří Franz Kafka, Stephen King a Philip Roth.
Krátkému románu Jáma (2016, anglicky 2017, česky 2024) byla v červenci 2018 udělena americká Cena Shirley Jacksonové pro horor a temnou fantastiku (v románové kategorii). Hrdina paralyzovaný po autonehodě je vydán na milost své tchyni v rodinném domě s velkou zahradou. Titul byl srovnáván s Kingovou Misery a Vegetariánkou od Han Kang. Na jaře 2024 bylo oznámeno zfilmování, které v americko-korejské koprodukci natočí režisér Kim Či-un.

## Dílo

### Sbírky povídek
- Aoi gaden (아오이가든, Zahrada Aoi, 2005)
- 사육장 쪽으로 (Ke psinci, 2007)
- Čonjogui kue (저녁의 구애, Čonjŏgŭi kuä, Večerní námluvy, 2011; anglicky Evening Proposal, přeložili Park Youngsuk a Gloria Cosgrove Smith, 2016, ISBN 978-1628971545)
- 밤이 지나간다 (Noc ubíhá, 2013)
- 소년이로 (Chlapectví, 2019)

### Romány
- Čewa ppalgang (재와 빨강, Čäwa ppalgang, Popel a červená, 2010; anglicky City of Ash and Red, přeložila Sora Kim-Russell, 2018, ISBN 9781628727814)
- 서쪽 숲에 갔다 (Šel jsem do západního lesa, 2012)
- 선의 법칙 (Zákon přímek, 2015; anglicky The Law of Lines, přeložila Sora Kim-Russell, 2020, ISBN 9781948924962)
- Jáma (홀, Hol, 2016; přeložila Miriam Löwensteinová, Nová vlna 2024, ISBN 978-80-88343-74-5; anglicky The Hole, přeložila Sora Kim-Russell, 2017, ISBN 9781628727807)
- 죽은 자로 하여금 (Mrtví, 2018)

## Ocenění (výběr)
- 2000: úspěch v povídkové soutěži pro debutanty deníku Soul šinmun
- 2007: Literární cena deníku Hanguk ilbo pro nejlepší knihu roku, za sbírku Ke psinci
- 2012: Dong-inova literární cena (동인문학상) pro nejlepší povídku předchozího roku, za Čonjogui kue
- 2014: Literární cena I Sanga (이상문학상) za povídku „Monsun“ (몬순)[4]
- 2015: cena nakladatelství a měsíčníku Současná literatura (Hjondä munhak) v kategorii povídka, za Chlapectví
- 2017: kniha roku 2016 podle ankety polského webu Granice.pl za Popiół i czerwień (Čewa ppalgang)
- 2018: Cena Shirley Jacksonové za rok 2017 v kategorii román, za Jámu[5]